# 5677 (année hébraïque)
5677 (hébreu : ה'תרע"ז , abbr. : תרע"ז) est une année hébraïque qui a commencé à la veille au soir du 28 septembre 1916 et s'est finie le 16 septembre 1917. Cette année a compté 354 jours. Ce fut une année simple dans le cycle métonique, avec un seul mois de Adar. Ce fut une année de chemitta.

## Calendrier
Ce calendrier hébraïque de l'année 5677 donne les correspondances avec les dates du calendrier grégorien.
Le premier nombre dans chaque case correspond au jour du mois hébraïque. Les jours en couleurs sont des jours remarquables juifs .
| ◄◄ | 5677 | ►► |

## Naissances
- Kirk Douglas
- Sidney Sheldon

## Décès
- Avshalom Feinberg
- Louis-Lazare Zamenhof

5672 - 5673 - 5674 - 5675 - 5676 - 5677 - 5678 - 5679 - 5680 - 5681 - 5682